# Jeff Sessions
Jefferson Beauregard "Jeff" Sessions III (Selma, 24 de diciembre de 1946) es un político y abogado estadounidense que ocupó el cargo de 84.ºfiscal general de los Estados Unidos entre 2017 y 2018. Miembro del Partido Republicano, , anteriormente fue senador de los Estados Unidos por Alabama  de 1997 a 2017 antes de renunciar a ese cargo para servir como fiscal general en la administración del presidente Donald Trump.
De 1981 a 1993, Sessions fue fiscal del distrito sur de Alabama. En 1986, el presidente Ronald Reagan propuso a Sessions para un puesto de juez en el Tribunal de Distrito de EE. UU. para el Distrito Sur de Alabama. Después de que se hicieran acusaciones de racismo contra él en un testimonio ante el Comité Judicial del Senado de EE. UU., que Sessions negó, el comité votó en contra de avanzar su nominación al pleno del Senado; la nominación fue posteriormente retirada. Sessions fue elegido fiscal general de Alabama en 1994. En 1996, fue elegido para el Senado de los Estados Unidos, y fue reelegido en 2002, 2008 y 2014. Durante su mandato en el Senado, Sessions fue considerado uno de los senadores más conservadores. Su historial de voto en el Senado incluye votos en contra de la reforma integral de la inmigración (2006), el rescate bancario de 2008, la Ley de Reinversión y Recuperación de Estados Unidos de 2009, la Ley del Cuidado de Salud a Bajo Precio (2009) y la reforma de la justicia penal (2015).
Sessions fue uno de los primeros partidarios de la campaña presidencial de Donald Trump en 2016; fue nominado por Trump para el puesto de fiscal general de Estados Unidos. Fue confirmado y juramentado como fiscal general en febrero de 2017. En sus audiencias de confirmación, Sessions declaró bajo juramento que no tuvo contacto con funcionarios rusos durante la campaña presidencial de 2016 y que no tenía conocimiento de ningún contacto entre miembros de la campaña de Trump y funcionarios rusos. Sin embargo, en marzo de 2017, las noticias revelaron que Sessions se había reunido dos veces con el embajador ruso Sergey Kislyak en 2016. Posteriormente, Sessions se recusó de cualquier investigación sobre la injerencia rusa en las elecciones estadounidenses de 2016. Como fiscal general, Sessions anuló un memorando emitido por uno de sus predecesores, Eric Holder, que había tratado de frenar el encarcelamiento masivo evitando las sentencias obligatorias para los delitos de drogas; ordenó a los fiscales federales que empezaran a buscar los máximos cargos penales posibles. Opositor acérrimo a la inmigración ilegal, Sessions adoptó una línea dura respecto a las ciudades santuario y dijo a los periodistas que las ciudades que no cumplieran con la política federal de inmigración perderían la financiación federal. También desempeñó un papel clave en la aplicación de la política de separación de familias de la administración Trump. Trump emitió una orden ejecutiva que revocaba la financiación de las ciudades, pero esa orden fue anulada por un tribunal federal. Sessions también apoyó los procesos del Departamento de Justicia contra los proveedores de marihuana medicinal.
El 7 de noviembre de 2018, Sessions presentó su dimisión a petición de Trump tras meses de conflicto público y privado con el presidente Trump por su recusación en las investigaciones relacionadas con la injerencia electoral rusa. Sessions se presentó a las elecciones al Senado de 2020 en Alabama para recuperar su antiguo escaño, pero perdió en las primarias republicanas frente a Tommy Tuberville, que contaba con el apoyo del presidente Trump.

## Carrera
Considerado un político conservador y férreo defensor de las políticas antiinmigrantes, Sessions fue fiscal general del Distrito Suroeste de Alabama entre 1981 y 1994. En 1986, el presidente Ronald Reagan lo nominó al puesto de Juez del Distrito Suroeste de Alabama, siendo su candidatura rechazada por el Comité Judicial del Senado debido a comentarios racistas suyos. Posteriormente, fue designado fiscal general de Alabama en 1995, manteniéndose en el cargo hasta enero de 1997 cuando, tras ganar las elecciones, se convirtió en Senador por Alabama. Ha sido reelecto en cuatro ocasiones consecutivas (2002, 2008, 2014). 
En el año 2005, la revista National Journal le consideró como el quinto senador más conservador de la Cámara, haciendo énfasis en su estricto apoyo a la doctrina conservadora de su partido. Como senador, Sessions apoyó la Guerra de Irak así como varias reformas impositivas propuestas por la Administración del presidente George W. Bush. Claro opositor al matrimonio entre personas del mismo sexo, votó a favor de una enmienda constitucional para prohibirlos en 2004 y 2006 así como en contra de la derogación de la ley Don't ask, don't tell en 2010. Votó además en contra de medidas impulsadas por el presidente Barack Obama, tal es el caso del Obamacare así como la Ley de Reinversión y Recuperación. 

### Fiscal general
El 18 de noviembre de 2016, el presidente estadounidense electo, Donald Trump, lo nominó al puesto de fiscal general de los Estados Unidos. Su nominación fue criticada por varios políticos, medios de comunicación y organizaciones de defensa de los derechos civiles debido a sus posiciones hacía las minorías, las personas LGBT, así como por su postura antiinmigrante.
Fue confirmado el 8 de febrero de 2017, con una votación de 52-47 en el Senado, y prestó juramento el 9 de febrero de 2017. En sus audiencias de confirmación del fiscal general, Sessions declaró, bajo juramento, que no tenía contacto con Funcionarios rusos durante la campaña presidencial de 2016 y que desconocía los contactos entre los miembros de la campaña de Trump y los funcionarios rusos. Sin embargo, en marzo de 2017, las noticias revelaron que Sessions se había reunido dos veces con el embajador ruso Sergey Kislyak en 2016. Posteriormente, Sessions se retiró de cualquier investigación sobre la interferencia rusa en las elecciones presidenciales de 2016, mientras algunos legisladores demócratas pedían su renuncia. En testimonio ante el Comité de Inteligencia de la Cámara en noviembre de 2017, Carter Page declaró que había notificado a Sessions sobre sus contactos con funcionarios del Kremlin en julio de 2016, contradiciendo las negativas de Sessions.
Como fiscal general de EE. UU., Sessions anuló un memorándum hecho por uno de sus predecesores, Eric Holder, que había tratado de frenar el encarcelamiento masivo evitando condenas obligatorias y ordenó a los fiscales federales que comenzaran a buscar los cargos criminales máximos posibles. Sessions firmó una orden que adopta el decomiso de bienes civiles, que permite a las autoridades confiscar los bienes de los sospechosos pero no acusados de crímenes. Un firme opositor a la inmigración legal e ilegal, Sessions ha tomado una línea dura en las llamadas ciudades santuario y ha dicho a los periodistas que las ciudades que no cumplan con la política de inmigración federal perderían la financiación federal. Sessions apoyó que el Departamento de Justicia enjuiciase a los proveedores de marihuana medicinal. Acusaciones de racismo han sido una constante de su carrera política.